# ما مسافران راه عشقیم
ما مسافران راه عشقیم (انگلیسی: Hum Hain Rahi Pyar Ke) یا پرستار اجباری فیلمی هندی است که در سال ۱۹۹۳ منتشر شد. از بازیگران آن می‌توان به عامر خان، جوهی چاولا، کونال خمو و دالیپ تاهیل اشاره کرد.